# Copa Europea de l'EHF femenina
|  | Aquest article és sobre la competició femenina. Per a la competició masculina, vegeu Copa Europea de l'EHF masculina |

La Copa Europea de l'EHF femenina (en anglès: EHF European Cup Women) és una competició esportiva de clubs d'handbol europeus, creada la temporada 1993-94. De caràcter anual, està organitzada per Federació Europea d'Handbol. És considerada la tercera competició europea a nivell de clubs, després de la Lliga de Campions i la Lliga Europea de l'EHF. Hi participen els equips millor classificats d'aquelles lligues nacionals que tenen un coeficient menor a nivell europeu. Es disputa en format d'eliminatòries a doble partit, arribant a la fase final de vuitens, quarts, semifinal i final. El torneig fou creat amb el nom de EHF City Cup i fou reanomenat com Copa Challenge de l'EHF el 2000. Des de la temporada 2020-21, rep el seu nom actual.

## Historial
| En negreta = Equip guanyador (1) = Nombre de campionats 1-1 = Marcador campió-subcampió (prò.) = Pròrroga (p.) = Penals (A.) = Regla dels gols en camp contrari Nota: Noms dels equips segons l'època |

| Edició                  | Temp.        | Campió                                                     | Resultat                                                   | Subcampió                                                  | Seu                                                        | refs          |
| EHF City Cup            | EHF City Cup | EHF City Cup                                               | EHF City Cup                                               | EHF City Cup                                               | EHF City Cup                                               | EHF City Cup  |
| ----------------------- | ------------ | ---------------------------------------------------------- | ---------------------------------------------------------- | ---------------------------------------------------------- | ---------------------------------------------------------- | ------------- |
| I                       | 1993-94      | Buxtehuder SV (1)                                          | 22-21 / 22-23                                              | Baekkelagets Oslo                                          | Buxtehude / Oslo                                           | [ 2 ]         |
| II                      | 1994-95      | Rotor Volgograd (1)                                        | 24-19 / 20-24                                              | Vasas Budapest                                             | Volgograd / Budapest                                       | [ 3 ]         |
| III                     | 1995-96      | Silcotub Zalău (1)                                         | 23-15 / 27-19 (A.)                                         | Gjerpen IF Skien                                           | Zalau / Gjerpen                                            | [ 4 ]         |
| IV                      | 1996-97      | Frankfurter HC (1)                                         | 25-29 / 26-24                                              | Ikast FS                                                   | Herning / Frankfurt                                        | [ 5 ]         |
| V                       | 1997-98      | Ikast FS (1)                                               | 22-27 / 29-22                                              | Frankfurter HC                                             | Frankfurt / Herning                                        | [ 6 ]         |
| VI                      | 1998-99      | "Napredak" Kruševac (1)                                    | [ Nota 1 ]                                                 | Van Riet Nieuwegein                                        |                                                            | [ 7 ]         |
| VII                     | 1999-00      | Rapid Bucarest (1)                                         | 30-25 / 26-26                                              | Randers HK                                                 | Bucarest / Randers                                         | [ 8 ]         |
| Copa Challenge de l'EHF |              |                                                            |                                                            |                                                            |                                                            |               |
| I                       | 2000-01      | HBC Nimes (1)                                              | 18-22 / 18-16                                              | Split Kaltenberg                                           | Split / Nimes                                              | [ 9 ]         |
| II                      | 2001-02      | Universitatea Remin Deva (1)                               | 33-23 / 25-31                                              | Buxtehuder SV                                              | Deva / Buxtehude                                           | [ 10 ]        |
| III                     | 2002-03      | Borussia Dortmund (1)                                      | 24-16 / 27-21                                              | HC Selmont Baia Mare                                       | Dortmund / Baia Mare                                       | [ 11 ]        |
| IV                      | 2003-04      | 1. FC Nürnberg (1)                                         | 29-23 / 33-29                                              | Universitatea Remin Deva                                   | Nuremberg / Deva                                           | [ 12 ]        |
| V                       | 2004-05      | TSV Bayer 04 Leverkusen (1)                                | 28-27 / 25-22                                              | Cercle Dijon Bourgogne                                     | Dijon / Leverkusen                                         | [ 13 ]        |
| VI                      | 2005-06      | CS Ruimentul Brasov (1)                                    | 30-22 / 24-25                                              | CS Tomis Constanta                                         | Brașov / Constanța                                         | [ 14 ]        |
| VII                     | 2006-07      | HC Naisa Nis (1)                                           | 32-23 / 30-21 (A.)                                         | Univ. Jolidon Cluj Napoca                                  | Cluj-Napoca / Niš                                          | [ 15 ]        |
| VIII                    | 2007-08      | VfL Oldenburg (1)                                          | 25-31 / 29-26                                              | Merignac Handball                                          | Bordeus / Oldenburg                                        | [ 16 ]        |
| IX                      | 2008-09      | HBC Nimes (2)                                              | 26-22 / 25-30                                              | Thüringer HC                                               | Nimes / Erfurt                                             | [ 17 ]        |
| X                       | 2009-10      | Buxtehuder SV (1)                                          | 28-40 / 28-26                                              | Frisch Auf Göppingen                                       | Göppingen / Buxtehude                                      | [ 18 ]        |
| XI                      | 2010-11      | Mios Biganos (1)                                           | 31-26 / 29-30                                              | Muratpasa Belediyesi SK                                    | Bordeus / Antalya                                          | [ 19 ]        |
| XII                     | 2011-12      | HAC Handball (1)                                           | 27-36 / 27-30                                              | Muratpasa Belediyesi SK                                    | Antalya / Le Havre                                         |               |
| XIII                    | 2012-13      | DHK Baník Most (1)                                         | 24-20 / 26-17                                              | Fantasyland Samobor                                        | Samobor / Most                                             |               |
| XIV                     | 2013-14      | H 65 Höör (1)                                              | 19-21 / 21-23                                              | Issy Paris Hand                                            | Höör / Issy-les-Moulineaux                                 |               |
| XV                      | 2014-15      | Mios Biganos (2)                                           | 20-21 / 28-24                                              | Pogoń Baltica Szczecin                                     | Szczecin / Bordeus                                         |               |
| XVI                     | 2015-16      | Rocasa Gran Canaria (1)                                    | 25-29 / 33-29                                              | Kastamonu Bld. GSK                                         | Istanbul / Telde                                           | [ 20 ]        |
| XVII                    | 2016-17      | HC Lokomotiva Zagreb (1)                                   | 23-19 / 21-24                                              | H 65 Höör                                                  | Zagreb / Höör                                              |               |
| XVIII                   | 2017-18      | MKS Lublin (1)                                             | 22-22 / 27-23                                              | Rocasa Gran Canaria                                        | Telde / Lublin                                             |               |
| XIX                     | 2018-19      | Rocasa Gran Canaria (2)                                    | 23-30 / 23-24                                              | Pogoń Baltica Szczecin                                     | Szczecin / Telde                                           | [ 21 ]        |
| XX                      | 2019-20      | Edició cancel·lada pel risc públic de contagi del COVID-19 | Edició cancel·lada pel risc públic de contagi del COVID-19 | Edició cancel·lada pel risc públic de contagi del COVID-19 | Edició cancel·lada pel risc públic de contagi del COVID-19 |               |
| Copa Europea de l'EHF   |              |                                                            |                                                            |                                                            |                                                            |               |
| XXI                     | 2020-21      | Rincón Fertilidad Málaga (1)                               | 32-28 / 31-28                                              | Lokomotiva Zagreb                                          | Màlaga / Zagreb                                            | [ 22 ]        |
| XXII                    | 2021-22      | Rocasa Gran Canaria (3)                                    | 21-17 / 29-25 (A.)                                         | Costa del Sol Málaga                                       | Telde / Màlaga                                             | [ 23 ]        |
| XXIII                   | 2022-23      | Antalya Konyaaltı (1)                                      | 23-17 / 33-20                                              | Mecalia Atlético Guardés                                   | Pontevedra / Antalya                                       | [ 24 ]        |
| XXIX                    | 2023-24      | Atticgo BM Elche (1)                                       | 22-20 / 22-28                                              | Iuventa Michalovce                                         | Elx / Michalovce                                           | [ 25 ] [ 26 ] |

1. ↑  Final anul·lada per la renúncia de l'equip neerlandès.